# Річне (Астраханська область)
Річне (рос. Речное) — село у Харабалінському районі Астраханської області Російської Федерації.
Населення становить 879 осіб. Входить до складу муніципального утворення Речновська сільрада.

## Історія
Населений пункт розташований на території українського етнічного та культурного краю Жовтий Клин. Від 1925 року належить до Харабалінського району.
Згідно із законом від 6 серпня 2004 року органом місцевого самоврядування є Речновська сільрада.

## Населення
| 2002 | 2010 | 2012 | 2013 | 2014 | 2015 | 2016 |
| ---- | ---- | ---- | ---- | ---- | ---- | ---- |
| 856  | ↗900 | ↘897 | ↗900 | ↘892 | ↘889 | ↘882 |
| 2017 |      |      |      |      |      |      |
| ↘879 |      |      |      |      |      |      |